# Penrose
Penrose és una concentració de població designada pel cens dels Estats Units a l'estat de Colorado. Segons el cens del 2000 tenia 4.070 habitants.

## Demografia
Segons el cens del 2000, Penrose tenia 4.070 habitants, 1.475 habitatges, i 1.159 famílies. La densitat de població era de 47,2 habitants per km².
Dels 1.475 habitatges en un 34,9% hi vivien nens de menys de 18 anys, en un 68,3% hi vivien parelles casades, en un 6,8% dones solteres, i en un 21,4% no eren unitats familiars. En el 17,6% dels habitatges hi vivien persones soles el 6,3% de les quals corresponia a persones de 65 anys o més que vivien soles. El nombre mitjà de persones vivint en cada habitatge era de 2,76 i el nombre mitjà de persones que vivien en cada família era de 3,12.
Per edats la població es repartia de la següent manera: un 27,4% tenia menys de 18 anys, un 6,4% entre 18 i 24, un 27,1% entre 25 i 44, un 28% de 45 a 60 i un 11,1% 65 anys o més.
L'edat mediana era de 39 anys. Per cada 100 dones de 18 o més anys hi havia 100,3 homes.
La renda mediana per habitatge era de 35.638 $ i la renda mediana per família de 40.383 $. Els homes tenien una renda mediana de 35.981 $ mentre que les dones 20.870 $. La renda per capita de la població era de 15.481 $. Entorn del 9,3% de les famílies i el 12,3% de la població estaven per davall del llindar de pobresa.

## Poblacions més properes
El següent diagrama mostra les poblacions més properes.